# 2019 في تونس
تحتوي هذه المقالة على أهم الأحداث التي شهدتها تونس في 2019، إضافة إلى أهم الشخصيات التونسية المولودة والمتوفية في هذه السنة.

## يناير
- 14 يناير – أربعطاش غير درج، أوان تونس معرض فني تونسي.

## مارس
- 31 مارس: القمة العربية الثلاثون.

## مايو
31 مايو: الترجي الرياضي يتوج بلقب دوري أبطال إفريقيا.

## أكتوبر
- 6 أكتوبر – الانتخابات التشريعية التونسية 2019.

## نوفمبر
- 29 نوفمبر – الانتخابات الرئاسية التونسية 2019.

## وفيات
- 20 يناير: مصطفى الفيلالي، سياسي ونقابي.
- 7 مارس: محمد الحبيب الهيلة، مؤرخ جامعي.
- 31 مارس: الهادي التركي، رسام تشكيلي.
- 25 يوليو: الباجي قائد السبسي الرئيس التونسي السابق.